# Radiación de fondo cósmico

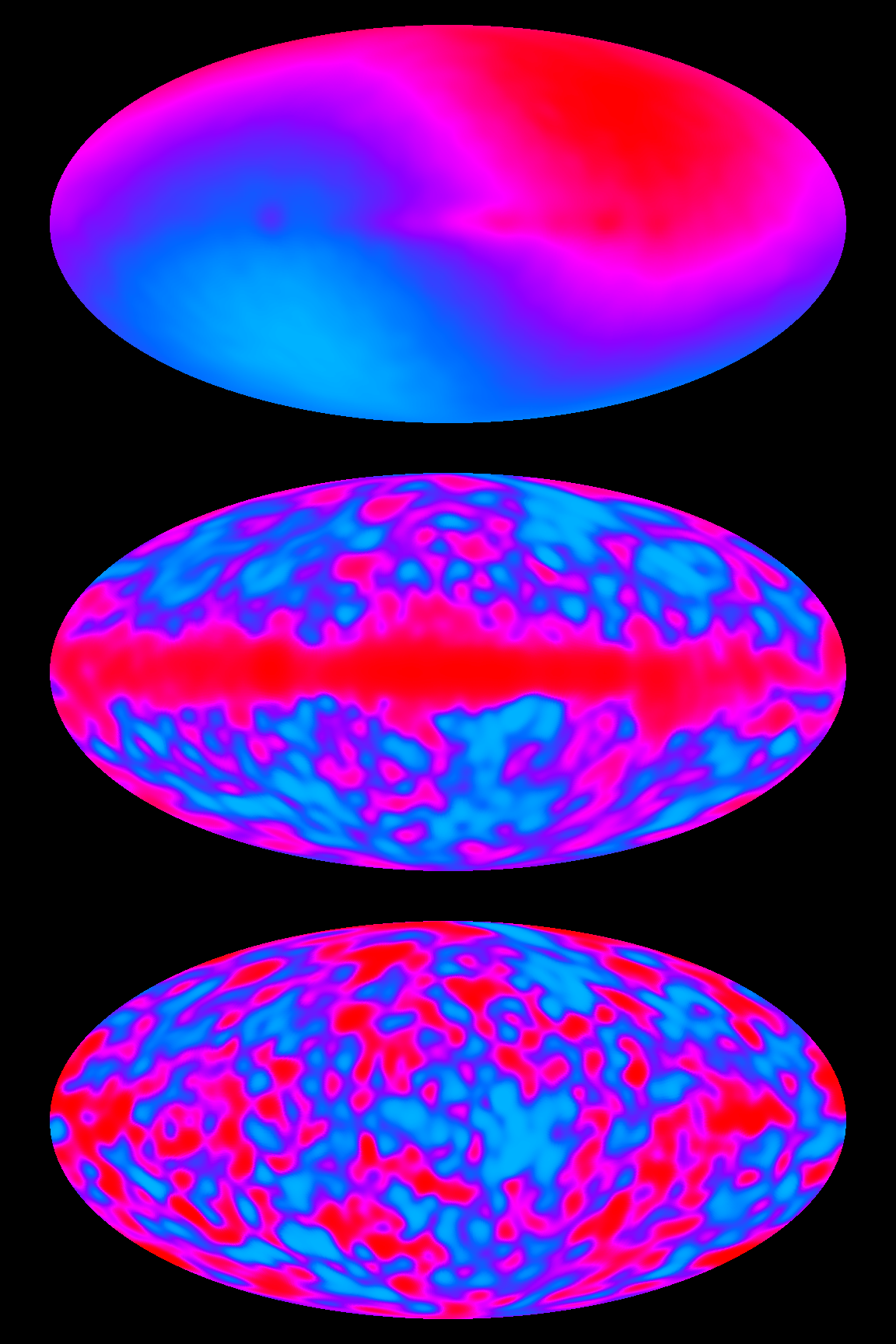
Temperatura del espectro de radiación de fondo cósmica determinado con el satélite COBE: sin corregir (arriba), corregido por el periodo de dipolo debido a la peculiar velocidad (al medio), y corregido por las contribuciones del periodo dipolar y de nuestra galaxia (abajo).

La radiación de fondo cósmica es radiación electromagnética  del Big Bang.  El origen de esta radiación depende de la región del espectro que se observe. Un componente es la radiación de fondo cósmica. Este componente se trata de fotones con desplazamiento al rojo que han fluido libremente desde una época en la que el Universo se hizo transparente por primera vez a la radiación. Su descubrimiento y observaciones detalladas de sus propiedades son consideradas una de las mayores confirmaciones para el Big Bang.
El descubrimiento por casualidad en 1965 de la radiación de fondo cósmica sugiere que el Universo temprano fue dominado por un campo de radiación, un campo de temperatura y presión extremadamente altas.
El efecto Siunyáiev-Zeldóvich muestra al fenómeno del radiante de la radiación de fondo cósmica en interacción con nubes de ''electrón'' distorsionando el espectro de radiación.
También hay presente radiación de fondo en rayos infrarrojos, rayos X, etc., por diferentes motivos, y pueden ser algunas veces resueltos en una fuente individual.

## Línea del tiempo de acontecimientos significativos
1896: 
Charles Édouard Guillaume estima la "radiación de las estrellas" de -267,55 °C. -
1926: Arthur Eddington estima la radiación no térmica de la luz estelar en la galaxia tiene de una temperatura -269,95 °C.
1930s:
Erich Regener calcula que el espectro no térmico de los rayos cósmicos en la galaxia tiene una temperatura eficaz de -270,35 °C.
1931: El término microondas aparece por primera vez en impresión: "Cuando se hicieron conocer intentos con ondas de longitud tan bajas como de 18 cm, fue una sorpresa total que el problema del microondas hubiera sido solucionado tan pronto.'' Telegraph & Telephone Journal XVII. 179/1"
1938: El ganador del Premio Nobel (1920) Walther Nernst reestima la temperatura de rayo cósmico en los -272.4 °C.
1946: El término microondas es usado por primera vez en un contexto astronómico en el artículo Radiación microondas del Sol y la Luna, por Robert Dicke y Robert Beringer.
1946:
Robert Dicke pronostica una  temperatura de radiación de fondo cósmico de -253,15 °C.
1946:
Robert Dicke predice que la temperatura de radiación de fondo cósmico sería menor a -253,15 °C.
1946: George Gamow estima una temperatura de -223,15 °C.
1948:
Ralph Alpher y Robert Herman re-estiman la estimación de Gasmow en -268,15 °C.
1949:
Ralph Alpher y Robert Herman re-reestiman la estimación de Gamow en los -245,15 °C
1960: Robert Dicke reestima la radiación de fondo de microondas a una temperatura de -233,15 °C.
1960: Arno Penzias y Robert Woodrow Wilson miden la temperatura en unos aproximados -270,15 °C.